# Шпишич-Буковица
Шпишич-Буковица (хорв. Špišić Bukovica) — община с центром в одноимённом посёлке на северо-востоке Хорватии, в Вировитицко-Подравской жупании. Население 1694 человека в самом посёлке и 4222 человека во всей общине (2011). Подавляющее большинство населения — хорваты (98,5 %). В состав общины кроме самого посёлка Шпишич-Буковица входят ещё 6 деревень. Большинство населения занято в сельском хозяйстве.
Шпишич-Буковица находится на Подравинской низменности со своими обширными сельскохозяйственными угодьями, к югу от посёлка начинаются холмы гряды Билогора. Шпишич-Буковица стоит на автодороге D2 Вараждин — Копривница — Осиек и параллельной ей железной дороге в 6 км к северо-западу от города Вировитица. В посёлке есть одноимённая железнодорожная платформа.

## Известные уроженцы, жители
- Адамич, Крешимир (1938 — 2015) — югославский и американский физик.